# تيد شارف
تيد شارف هو لاعب هوكي الجليد كندي، ولد في 3 أكتوبر 1951 في غريتر سودبوري في كندا.

## وصلات خارجية
- تيد شارف على موقع EliteProspects.com (الإنجليزية)
- تيد شارف على موقع HockeyDB.com (الإنجليزية)
- تيد شارف على موقع Hockey-Reference.com (الإنجليزية)